# La guagua
La guagua a ser un programa infantil de TVE presentat per Torrebruno que es va estrenar el 29 de setembre de 1975 i es va mantenir dues temporades en antena, fins a 1977.
La Guagua, nom amb que es coneix als autobusos a Canàries, recorria Espanya a la recerca de jocs, balls, cançons i tota classe d'entreteniments.
En una meravellosa estació els esperava el cap d'estació Rocky Capuchetto, interpretat per Torrebruno. Mentre esperaven l'arribada de La Guagua, Torrebruno amenitzava l'espera amb les seves cançons, intercalant-se episodis de dibuixos animats i pel·lícules.
Quan per fi arribava La Guagua, el conductor Don Redondón, i el seu ajudant, Linda, presentaven als nens que havien recollit pel camí.
Al llarg del programa que s'emetia els dissabtes al matí i durava més de dues hores, se succeïen també les actuacions de grups, col·legis i nens i nenes que sabien cantar i ballar.

## Repartiment
- Torrebruno (Rocky Capuchetto)
- Manuel de la Rosa (Don Redondón)
- Paula Gardoqui (Linda)
- Raquel Rojo (Fermina)